# Feria Pinto (mercado)
La feria Pinto es un mercado de la ciudad de Temuco, Chile, ubicado en el separador central de la avenida Aníbal Pinto, entre las calles Lautaro y Francisco Bilbao. Algunos sitios de internet lo ubican en el sector Feria Pinto, el que es mencionado de forma recurrente en la prensa. Pero el Diagnóstico sistémico territorial, documento elaborado por la Municipalidad de Temuco, en el que se listan y describen los sectores de la urbe, no incluye al sector Feria Pinto, por lo que el mercado, según este documento, se encuentra dividido en dos. Sus instalaciones ubicadas al sur de la avenida Balmaceda se emplazan en el barrio Estación del sector Centro. El resto, las ubicadas entre Balmaceda y Francisco Bilbao, pertenece al sector Pueblo Nuevo. Posee casi 9250 metros cuadrados.
En este recinto, se venden productos agropecuarios, pescados, mariscos y artesanías. Posee más de seiscientos locales y una garita de Carabineros de Chile. Es el centro multicultural, bilingüe y mestizo más importante de Temuco, ya que en él confluyen los comerciantes mapuche, la población urbana de la ciudad, grupos inmigrantes y los turistas nacionales y extranjeros.

## Historia
Fue construido en 1945 entre las calles Lautaro y Miraflores, aunque previamente a su construcción, en el sector ya se emplazaban puestos de comercio informal, en parte motivado por la llegada del ferrocarril a la ciudad en 1892, por lo que poco a poco fue convirtiéndose en el espacio de vinculación del campo con la ciudad. En 1978, el Terminal de Buses Rurales, emplazado en el separador central de la avenida Pinto, entre Miraflores y Balmaceda, se trasladó a la esquina norponiente de Balmaceda con Pinto. Su antigua ubicación se utilizó para ampliar la feria Pinto.
El mercado fue remodelado desde 2001 hasta 2005, con una inversión cercana a los 1 900 000 000 de pesos chilenos (3 000 000 de dólares estadounidenses de la época). En 2012, se inauguró el Bandejón 3 (en Chile, se denomina bandejón al separador central de una avenida), entre Balmaceda y Francisco Bilbao, con una inversión superior a los 1 100 000 000 de pesos (más de 2 200 000 dólares estadounidenses de dicho año).
En el año 2014, se incorporó a la Ruta Patrimonial Huellas de Pablo Neruda, al ser este sector frecuentado por el poeta en su adolescencia y encontrarse su casa muy cerca del mercado.
En septiembre de 2018, la Municipalidad de Temuco aprobó 340 000 000 de pesos chilenos (casi 500 000 dólares estadounidenses) para realizar trabajos en la estructura de la feria Pinto, por filtraciones de agua, además de iluminación y pavimentos dañados. Las obras debían comenzar en noviembre del mismo año, para lo cual se decidió sacar temporalmente del mercado a setecientos cincuenta locatarios. La medida no fue compartida por las agrupaciones de comerciantes, quienes desde entonces han protestado para no ser removidos de sus locales comerciales. El gobierno comunal propone trasladar a los vendedores al Valle Araucanía, al puerto seco, a las ferias de productores itinerantes o Labranza. Se han realizado reuniones entre las autoridades y los locatarios pero no se ha llegado a acuerdo.

## Galería
|                                                         |
| Varios locales de especias se ubican en la feria Pinto. |

|                                |
| Carreta de venta de cochayuyo. |

|                                              |
| Mural ubicado al interior de la Feria Pinto. |